# Christina Von Eerie
Christina Maria Kardooni, conosciuta col nome d'arte di Christina Von Eerie (Sacramento, 28 agosto 1989), è una wrestler statunitense.
È meglio conosciuta per aver lavorato per la Pro Wrestling Guerrilla e l'Asistencia Asesoría y Administración, dove è una ex AAA World Mixed Tag Team Champion con Alex Koslov.
È celebre per il suo stile punk e per la sua altissima e imponente cresta, che ha sfoggiato nel fulcro della sua carriera. Una cresta così alta non si è mai vista nel panorama mondiale del wrestling femminile e neppure in quello maschile, perciò è la wrestler professionista con la cresta più alta al mondo. 

## Carriera

### Gli inizi (2006-2009)
Dopo aver ricevuto un allenamento dalla Supreme Pro Wrestling Training Academy nella sua città natale di Sacramento, Christina ha fatto il suo debutto nel pro wrestling nel 2006 e ha iniziato a lavorare per varie promotion di wrestling nella West Coast, in particolare per la Pro Wrestling Revolution (PWR), Insane Wrestling League (IWL), Xtreme Pro Wrestling (XPW) e Alternative Wrestling Show (AWS), dove ha la cintura femminile in due differenti occasioni.

### Pro Wrestling Guerrilla (2009–2010)
Christina ha fatto il suo debutto per la Pro Wrestling Guerrilla (PWG), che ha sede nel sud della California, il 4 settembre 2009 a Guerre Sans Frontières, in un match, dove è stata sconfitta da Candice LeRae. È tornata nella promotion il 30 gennaio 2010 all'evento Kurt Russell Reunion, dove ha lottato in un 8-person tag team match dove lei, Ryan Taylor e i Cutler Brothers (Brandon e Dustin) hanno sconfitto Candice LeRae, Jerome Robinson, Johnny Goodtime e Malachi Jackson. All'evento successo il 27 febbraio, Christina e i Cutler Brothers sono stati sconfitti in un six person tag team match da Brandon Bonham, Candice LeRae e Joey Ryan. Dopo aver lavorato i primi tre match in PWG come heel, la Von Eerie ha turnato face per il suo quarto match il 10 aprile, quando è stata sconfitta da Joey Ryan in un intergender match. Christina è ritornata alla promotion l'11 giugno, dove è stata sconfitta dalla LeRae in un singles match per la seconda volta nella sua carriera in PWG.

### Asistencia Asesoría y Administración (2010)

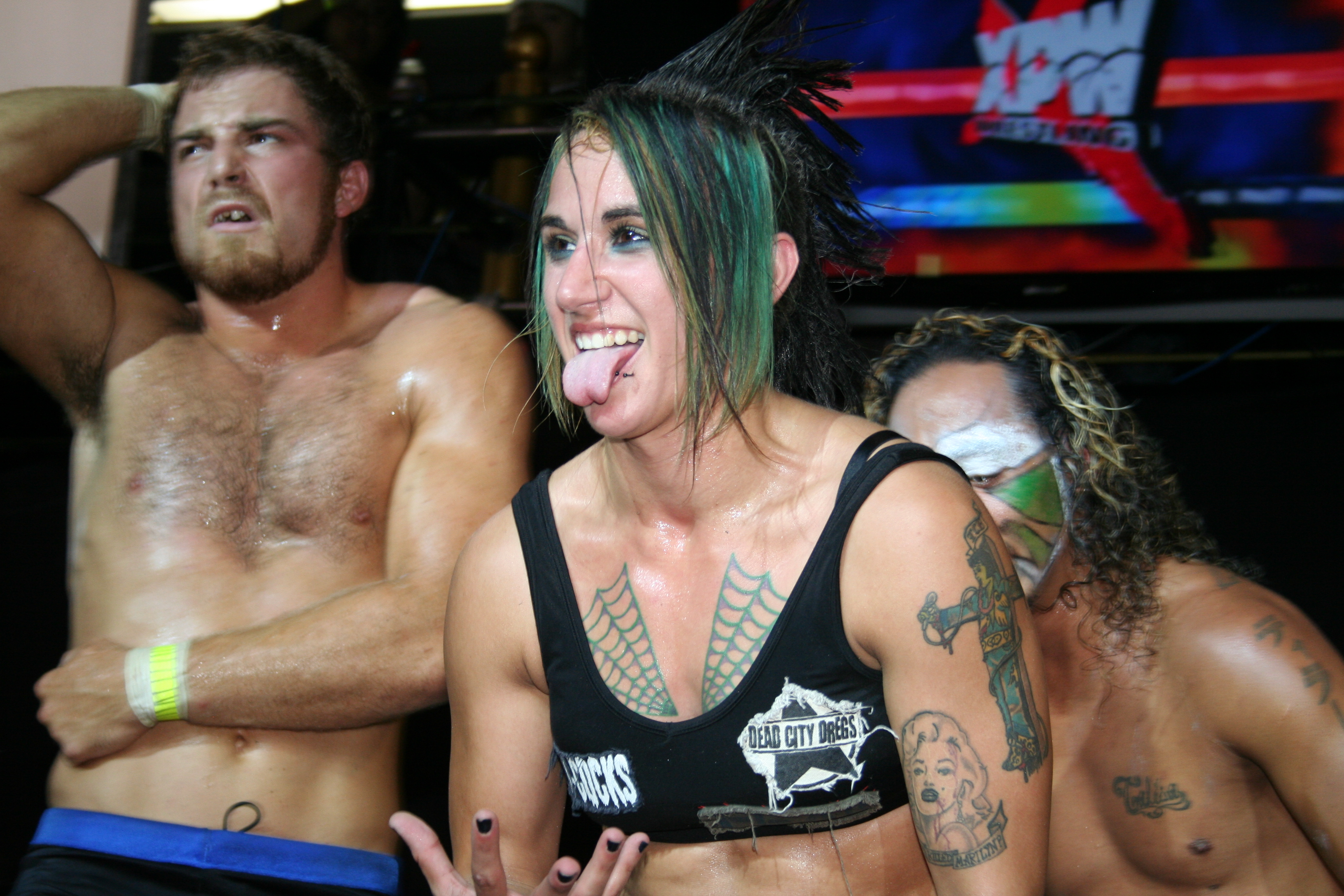
Von Eerie nell'agosto 2009.

Il 5 marzo 2010 Christina ha fatto il suo debutto per la promotion messicana Asistencia Asesoría y Administración (AAA), come membro della Legiòn Extranjera come heel. Nel suo primo match nella federazione Christina e la sua compagna di stable nella Legiòn Sexy Star hanno sconfitto Faby e Mari Apache. Il 12 marzo, al Rey de Reyes, Christina, Sexy Star e Rain sono state sconfitte dalle Apaches e Cynthia Moreno in un six woman tag team match.
Dopo aver passato tre mesi lontana dalla AAA, Christina è ritornata in pianta stabile il 20 giugno, rimpiazzando Rain come la terza donna nella Legiòn Extranjera ed entrando in un feud con le sorelle Apache, durante il quale ha fatto coppia regolarmente con le sue compagne di Stable Sexy Star e Jennifer Blade. Il 2 luglio Christina e il suo compagno di stable nella Legiònn Alex Koslov hanno sconfitto Faby Apache e Aero Star vincendo gli AAA World Mixed Tag Team Championship. Questo evento ha fatto sì che iniziasse una storyline dove Koslov si era innamorato della Von Eerie, che, comunque, non contraccambiava i sentimenti. Il 29 luglio Christina e Jennifer hanno sconfitto le Apaches in un Lumberjack Strap Match. Il 14 agosto a Verano de Escandalo la Von Eerie, Koslov e Sexy Star hanno fronteggiato un match contro le Apaches e Aero Star in un match dove entrambi i titoli di Christina e Koslov, quello di coppia, e di Sexy Star, quello di Reina de Reinas, erano in palio. Il match è finito con Mari Apache che ha schienato Sexy Star il che ha significato che lei ha perso il suo titolo mentre Christina e Alex hanno mantenuto il proprio. Al successivo major event, Hèroes Inmortales IV, il 1º Ottobre, Christina e Alex hanno perso i World Mixed Tag Team Championship contro Faby Apache e il suo nuovo compagno di coppia Pimpinela Escarlata, nell'ultimo match di Koslov per la AAA prima di lasciarla per la World Wrestling Entertainment.

### Altre federazioni (2010-presente)

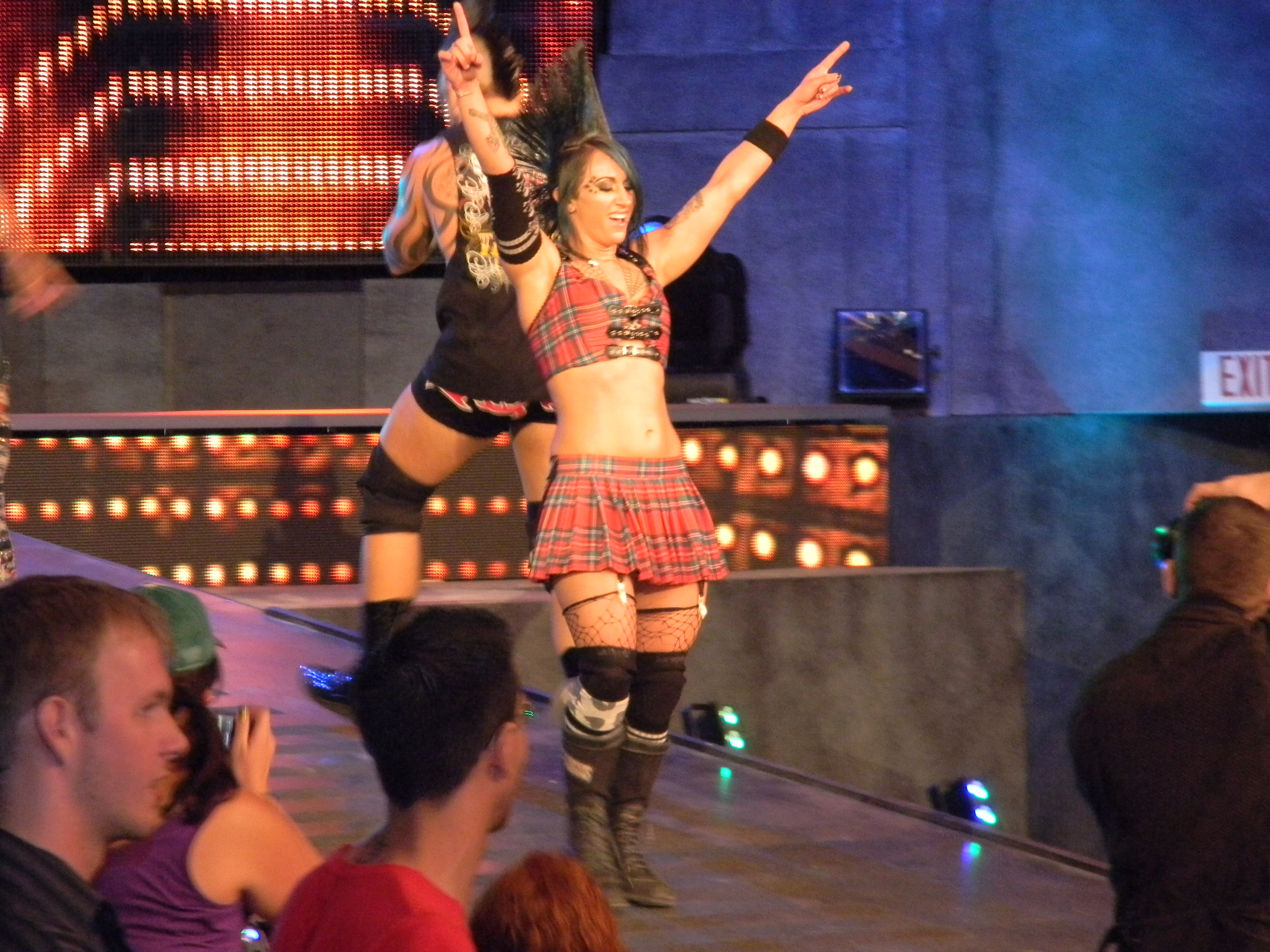
Von Eerie a TNA Impact! nell'agosto 2010.

Il 27 marzo 2010 Christina ha fatto un'apparizione one night only per la Dragon Gate USA, dove ha accompagnato Jon Moxley al ring ai tapings del pay-per-view Mercury Rising a Phoenix, Arizona. Durante l'hardcore match di Moxley con Tommy Dreamer Christina è entrata sul ring e ha schiaffeggiato Dreamer che le ha poi somministrato un Piledriver.
Durante il suo lavoro in Messico per la AAA è stata data l'opportunità di un tryout match alla Von Eerie per la Total Nonstop Action Wrestling (TNA) che ha sede ad Orlando, Florida, che ha un accordo con la promotion messicana. Il 23 agosto 2010 ai Tapings di TNA Impact!, Christina ha fatto coppia con Shannon Moore in un dark match dove hanno sconfitto Cookie e Okada.
Due giorni dopo Christina ha preso parte ai primi tapings della NWA Championship Wrestling da Hollywood e ha fatto il suo debutto nel quarto episodio, che è andato in onda il 22 ottobre, dove ha sconfitto Lizzy Valentine.. Nell'episodio di Impact Wrestling andato in onda il 13 ottobre fa il suo esordio ufficiale in TNA intervenendo in aiuto degli Ink Inc contro i Mexican America.

### SHIMMER Women Athletes (2011-presente)

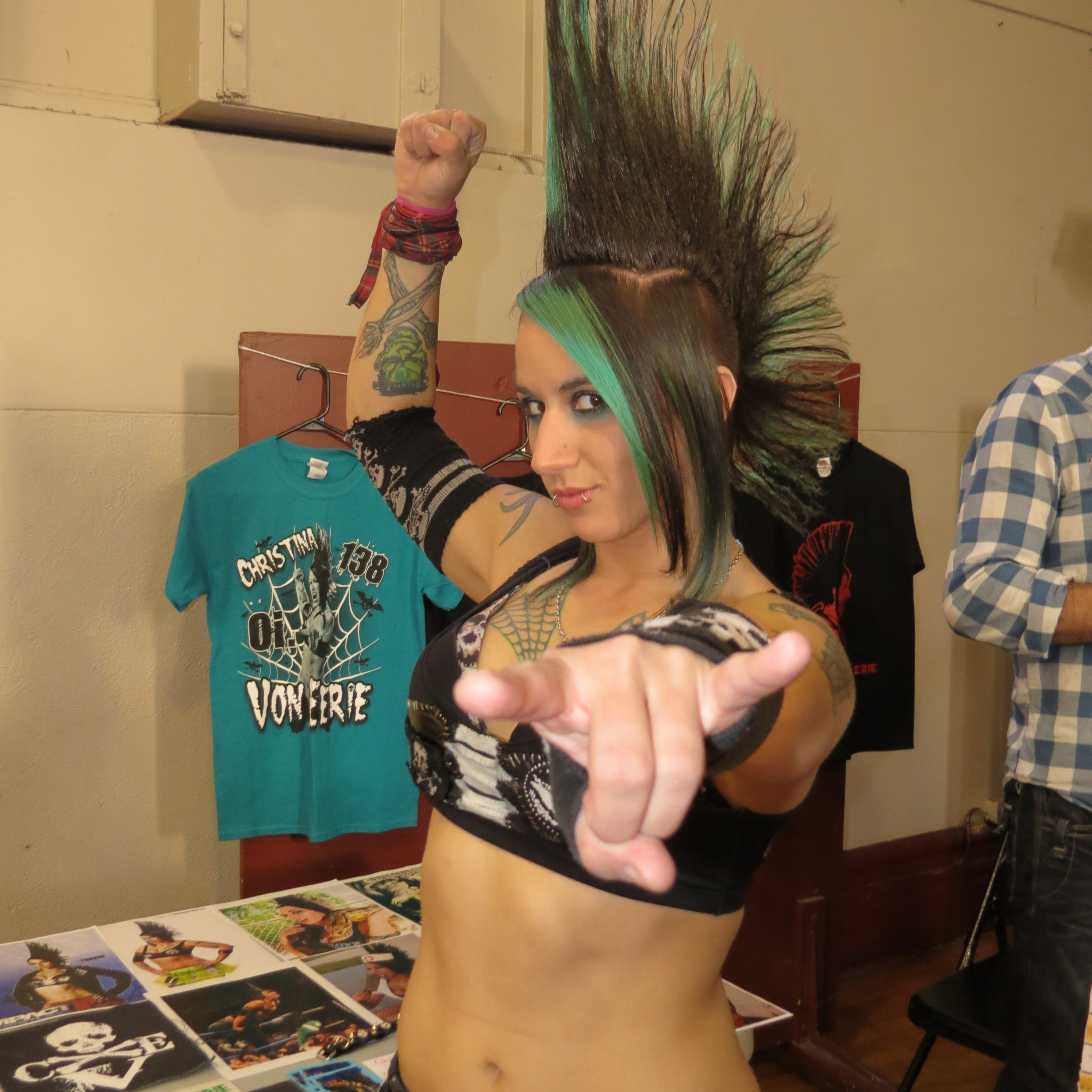

Il 2 marzo 2011 la SHIMMER Women Athletes, la federazione tutta al femminile con sede a Chicago, Illinois, ha annunciato che la Von Eerie avrebbe fatto il suo debutto per la promotion il 26 e il 27 marzo. Nel suo match di debutto per la SHIMMER il 26 marzo Christina ha sconfitto Sara Del Rey per countout nel Volume 37. Nel Volume 38, in un rematch del Volume precedente, Christina è stata sconfitta da Sara Del Rey dopo il suo Royal Butterfly. Dopo aver saltato il Volume 39 il 27 marzo, ai Tapings del Volume 40, Christina è stata sconfitta da Mercedes Martinez con un Fisherman Buster.

### Global Force Wrestling (2015–2017)
Il 24 luglio 2015, Von Eerie ha fatto il suo debutto nella Global Force Wrestling in un taping televisivo dello show Amped, sconfiggendo Lei'D Tapa e Mickie James nel primo turno di un torneo per il GFW Women's Championship. Il 23 ottobre Von Eerie sconfigge Ambra Gallows in finale, vincendo il titolo femminile e diventando di conseguenza la prima detentrice della cintura della federazione.

## Vita privata
La Kardooni è attualmente in una relazione con il collega Jesse Neal. Fuori dal wrestling professionistico, era un membro di due punk rock band, nei Pue and Spit lei faceva da corista e suonava la chitarra e nei The Lurcking Terror lei suonava il basso. Ha lasciato i The Lurking Terror nel novembre 2010 per concentrarsi sulla sua carriera nel professional wrestling, mentre i Puke and Spit si sono sciolti lo stesso mese.

## Personaggio

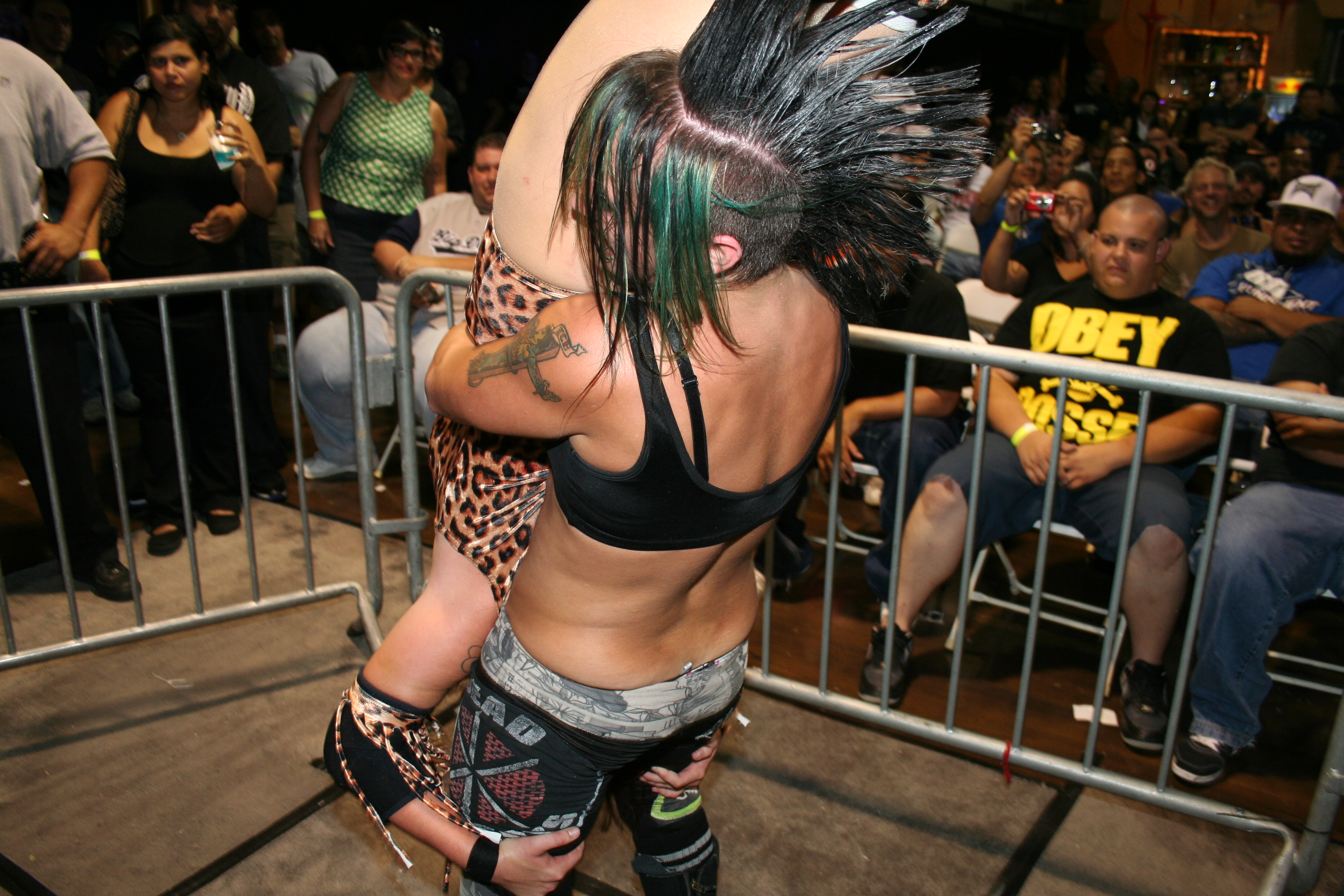
Von Eerie che esegue un Piledriver su Fabulous Thunderkitty.

### Mosse finali
- Double knee facebreaker[8]
- Double underhook facebuster[26]

### Soprannomi
- "Punk Princess"[46]

### Manager
- Buggy[8]

### Wrestler assistiti
- Adam Thornstowe[47]
- Luster the Legend[47]
- Jon Moxley[32]

### Musiche d'ingresso
- "Like You Want" dei Dwarves
- "Barroom Hero" dei Dropkick Murphys

## Titoli e riconoscimenti
- Alternative Wrestling Show
  - AWS Women's Championship (2)[7]
- Asistencia Asesoría y Administración
  - AAA World Mixed Tag Team Championship (1 - con Alex Koslov)[5][23]